# Busáras
Busáras (Aussprache: [ˈbˠʊsˠˌaːɾˠəsˠ], irischer Neologismus für Busgebäude) ist der zentrale Omnibusbahnhof in der irischen Hauptstadt Dublin und der Sitz von Bus Éireann, dem Unternehmen, von dem – angesichts der marginalen Bedeutung der irischen Eisenbahn außerhalb der City-Verbindungen – der wesentliche Teil des überregionalen öffentlichen Personenverkehrs in Irland abwickelt wird. Das 1946–1953 erbaute denkmalgeschützte Gebäude steht in der Store Street in Dublin. Der Busbahnhof wird von der Firma Bus Éireann (CIÉ) genutzt und die überliegenden Büroräume beherbergen das Ministerium für Sozialschutz.

## Lage
Der Omnibusbahnhof befindet sich in zentraler Lage in der nördlichen Innenstadt von Dublin, jeweils etwa 5 – 8 Minuten Fußweg von der O’Connell Street bzw. der O’Connell Bridge über die Liffey entfernt. Busáras wird von der Red Line der Luas angefahren; relativ nah liegt außerdem der Bahnhof Connolly.

## Geschichte
Der Busáras Busbahnhof wurde von Michael Scott‘ Architekturfirma als eines der ersten modernen Gebäude in Dublin nach dem Zweiten Weltkrieg entworfen. Der Auftrag zum Bau des Busáras wurde von der Firma Bus Éireann (CIÉ) im Jahr 1945 erteilt. Das Design-Team bestand aus Wilfrid Cantwell, Kevin Fox, Robin Walker, Kevin Roche, Pat Scott und Ove Arup und war in Irland das erste seiner Art, welches Architektur und Kunst miteinander kombinierte.
Die Baurealisierungsphase erstreckte sich von 1945 bis zur Fertigstellung 1953. Der Busáras in Dublin sollte der Prototyp für weitere in ganz Irland vorgesehene Busbahnhöfe sein; diese Funktion hat er jedoch nicht erhalten. Das mag auch mit daraus resultieren, dass Busáras wegen seines modernen Äußeren, des (scheinbar) funktionalen Designs und der für damalige Verhältnisse exorbitant hohen Gesamtkosten von über 1 Mio. Ir£ auf heftige Proteste in der Öffentlichkeit stieß.
Scott versuchte, beim Bau von Busáras viele künstlerische Akzente zu setzen und brachte neben Portland-Stein auch Materialien wie Messing, Kupfer und Bronze, neben Mosaiken und exotischen Hölzern zum Einsatz. Das flache Dach ist Fayence-plattiert und das Dachgeschoss mit einer Kupferbrüstung umschlossen. Verglaste Wände befinden sich zur nördlichen und südlichen Seite des Hauptblocks. Der östliche und westliche Teil des Südblocks ist mit überhängenden Portland-Stein plattierten Schürzen verziert. Über die Nordseite bis zum Westende befindet sich eine mit Mosaik geflieste Überdachung, sowie verteilte kleine Fenster.
Der siebenstöckige Bau mit einem vierstöckigen Anbau zur Südseite und einer in dem Winkel gesetzten zweistöckigen überdachten Bahnhofshalle zur Fronteinbuchtung, läutete das Zeitalter des internationalen Modernismus in Irland ein. Der Komplex ist dem Stil der frühen 1930er Jahre, sowie den Gebäuden Le Corbusier, dem Maison Suisse und der Cité de Refuge in Paris nachempfunden. Er gewann 1955 die Gold-Medaille des Royal Institute of the Architects of Ireland. Der eigentliche Name des Bahnhofs lautet Áras Mhic Dhiarmada benannt nach Seán MacDermott, einem der Unterzeichner der Oster-Proklamation 1916. Der Bahnhof ist aber allgemeingebräuchlich unter dem Namen Busáras bekannt.
Der Bau wurde im Jahr 1946 als nationale Busstation sowie als Hauptsitz des nationalen Bus und Bahn Transportamtes genutzt. Der Busbahnhof beherbergte bei seiner Fertigstellung 1953 das Büro des Institut für nationale Wohlfahrt, den Endbusbahnhof, sowie ein Kino. Im Erdgeschoss des Bahnhofs war von 1959 bis in die frühen 1990er-Jahre auch der Spielort des kleinen Eblana Theatres.
Für Busbahnhöfe eher ungewöhnlich, ist der Außenbereich, in dem die Busse die Fahrgäste aufnehmen, insgesamt sehr klein und erfordert – auch durch die Ausweitung des Angebots nach dem starken Wirtschaftsaufschwung in Irland – von den Busfahrern zu den täglichen „Stoßzeiten“ ein zentimetergenaues Rangieren. In die großen irischen Städte wie Cork, Galway und Belfast fahren die Busse an Werktagen tagsüber oft im stündlichen Turnus ab. Eine Besonderheit ist, dass zu den offiziellen Abfahrtszeiten niemals Fahrgäste zurückgelassen werden, sondern notfalls ein weiterer Bus eingesetzt wird.
Im Jahr 2006 entschloss sich Bus Éireann (CIÉ) den Komplex zu renovieren. Die Renovierungsarbeiten wurden von der Firma Collen Construction ausgeführt und im Jahr 2007 abgeschlossen. Die Kosten für die Arbeiten beliefen sich auf 1.7 Millionen Euro. Die Bronze Verglasung und das Steinwerk im Erdgeschoss wurden erneuert und gereinigt. Die westlich zugewandte Eingangshalle erhielt auf beiden Seiten neue Eingänge, bestehend aus mit Bronze verglasten automatischen Schiebetüren.
Seit dem Jahr 1950 ist der Besitzer des Busáras die Regierung von Irland, da die Busgesellschaft Bus Éireann (CIÉ) durch ihre hohe Verschuldung den Komplex an die Regierung verkaufte. Heute sind die Hauptmieter des Busbahnhofs Bus Éireann (CIÉ) und der überliegenden Büroräume die Abteilung für Sozialschutz. Bus Éireann hat für 200 Jahre das alleinige Mietrecht des Busbahnhofs, dies wurde in einem Mietvertrag mit der Regierung am 19. Oktober 1953 festgelegt.